# آدری ویتبی
آدری ویتبی (انگلیسی: Audrey Whitby؛ زادهٔ ۱۰ آوریل ۱۹۹۶) بازیگر اهل ایالات متحده آمریکا است. وی از سال ۲۰۱۱ میلادی تاکنون مشغول فعالیت بوده‌است.
از فیلم‌ها یا مجموعه‌های تلویزیونی که وی در آن‌ها نقش داشته‌است، می‌توان به لیو و مدی اشاره نمود.